# Patinella radiata
Patinella radiata är en mossdjursart som först beskrevs av Jean Victor Audouin 1826.  Patinella radiata ingår i släktet Patinella och familjen Lichenoporidae.

## Underarter
Arten delas in i följande underarter:
- P. r. scalaris
- P. r. sparsa